# Fire (防彈少年團歌曲)
〈Fire〉（韓語：불타오르네，中文：燃烧起来）是韓國男子團體防彈少年團於2016年5月2日，由Big Hit娛樂發行的單曲，是於防彈少年團韓語特別專輯，「青春二部曲」系列專輯《花樣年華 Young Forever》的主打歌曲。
5月2日发行当天，〈Fire〉發行數小時後取得韓國八大數位音樂榜即時榜第一名，達成「All-Kill」。5月5日韓國時間凌晨三點，〈Fire〉MV點擊數突破1000萬次。5月26日，〈Fire〉成为美国告示牌世界數位歌曲榜（World Digital Song Sales）第一名。

## 榜單表現
| \| 排行榜（2016年） \| 最高 排名 \| \| ------------------------------- \| --------- \| \| 日本（日本百强单曲榜）[5] \| 30 \| \| 菲律宾（菲律宾百强单曲榜）[6] \| 22 \| \| 韓國（Gaon單曲榜）[7] \| 7 \| \| 美国（告示牌世界數碼歌曲榜）[8] \| 1 \| |           |
| 排行榜（2016年） | 最高 排名 |
| 日本（日本百强单曲榜） | 30        |
| 菲律宾（菲律宾百强单曲榜） | 22        |
| 韓國（Gaon單曲榜） | 7         |
| 美国（告示牌世界數碼歌曲榜） | 1         |